# No Te Va Gustar
No Te Va Gustar (uit het Spaans: "Dit ga je niet leuk vinden"), ook bekend onder de initialen NTVG, is een Uruguayaanse rockband met veel invloeden van Latijns-Amerikaanse muzieksoorten.

## Biografie
No Te Va Gustar is opgericht in 1994 toen de meeste bandleden rond de 16 jaar waren. In het begin was het een trio dat gitaar, basgitaar en slagwerk speelde. In 1997 kwamen er meer instrumenten bij, en begon de muziek meer invloeden te ondergaan van Latijns-Amerikaanse muzieksoorten als reggae, candombe, salsa, ska en murga.
In 1998 begint de band bekend te worden. In dat jaar winnen ze het III Festival de la Canción de Montevideo ("III Zangfestival van Montevideo") en het concours van de Comisión de la Juventud de la Intendencia Municipal ("Jeugdcommissie van de Gemeente") van dezelfde stad.
In 1999 treedt de band vooral op in Montevideo. In juli van dat jaar beginnen de opnames van het eerste album Sólo de noche. Dit album wordt in april 2000 officieel gepresenteerd. In dat jaar maakt de band een tournee langs de kust van Uruguay.
Het tweede album, Este Fuerte Viento Que Sopla, wordt in 2002 opgenomen in de stad Santiago. Rond die tijd is de band al een gevestigde naam in de Uruguayaanse rock. Het album haalt binnen 6 maanden goud.
In 2004 maakt de band weer een tournee langs de Uruguayaanse kust, samen met de bands La Zurda en Bersuit Vergarabat. Ook treden ze in dat jaar vaak op in Argentinië. In 2005 doen ze een tournee in Europa. Hierbij doen ze 40 steden aan, waaronder München, Hamburg, Bremen, Berlijn, Wenen, Bern en Madrid. Inmiddels heeft de band twee keer platina gehaald.
In 2006 verlieten de bassist Mateo Moreno en de drummer Pablo Abdala om persoonlijke redenen de band. Zij werden vervangen door respectievelijk Guzmán Silveira en Diego Bartaburu.
Op 14 juli 2012 overleed keyboardspeler Marcel Curuchet (40) na een motorongeluk in de Verenigde Staten.

## Discografie
| Album                           | Jaar | Soort     |
| ------------------------------- | ---- | --------- |
| Sólo de noche                   | 1999 | Studio-cd |
| Este fuerte viento que sopla    | 2002 | Studio-cd |
| Aunque cueste ver el sol        | 2004 | Studio-cd |
| MVD 05/03/05                    | 2005 | DVD       |
| Todo es tan inflamable          | 2006 | Studio-cd |
| TAN                             | 2007 | DVD       |
| TAN                             | 2007 | Live-cd   |
| El camino más largo             | 2008 | Studio-cd |
| Solo de noche (Edición 10 años) | 2009 | Studio-cd |
| Unos Días Despúes               | 2009 | DVD       |
| Por Lo Menos Hoy                | 2010 | Studio-cd |